# Sybra fuscotriangularis
Sybra fuscotriangularis är en skalbaggsart som beskrevs av Stefan von Breuning 1939. Sybra fuscotriangularis ingår i släktet Sybra och familjen långhorningar. Inga underarter finns listade i Catalogue of Life.